# Dolours Price
Dolours Price (Belfast, 16 de desembre de 1950 – Malahide, Comtat de Dublín, 23 de gener de 2013) va ser una nord-irlandesa voluntària de l'Exèrcit republicà irlandès provisional (IRA, IRA Provisional o PIRA) juntament amb la seva germana petita Marian Price.

## Activisme i presó
Dolours era filla d'Albert Price, un prominent republicà irlandès i antic membre de l'IRA de Belfast. La seva tia, Bridie Dolan, va perdre les dues mans i es va quedar cega en un accident manipulant explosius de l'IRA.
Price es va involucrar en el moviment per als drets civils a Irlanda del Nord a finals de la dècada de 1960, assistint a reunions de l'organització People's Democracy i diverses mobilitzacions. A principis de la dècada de 1970 es va unir a l'IRA Provisional, essent una de les primeres dones que entrava directament en unitats operatives i no en el Cumann na mBan, com era tradició en el republicanisme irlandès. Segons el periodista Patrick Radden Keefe, Dolours formava part d'un escamot d'elit anomenat els Unknowns, sota les ordres de Pat McClure. Va participar en la col·locació de diversos cotxes bomba a Londres el 8 de març de 1973, que va ferir més de 200 persones. Les dues germanes van ser detingudes, juntament amb Gerry Kelly, Hugh Feeney i sis persones més, el dia de l'atemptat, en el mateix moment que fugien cap a Belfast. Van ser jutjats i condemnats al Castell de Winchester el 14 de novembre de 1973. Tot i que originalment va ser condemnada a cadena perpètua, la seva condemna es va reduir finalment a 20 anys. Les dues germanes Price van iniciar una vaga de fam exigint ser traslladades a una presó d'Irlanda del Nord. La vaga es va allargar 208 dies, i les autoritats penitenciàries van optar per utilitzar mètodes coercitius per a que ingerissin aliments.
Durant la vaga de fam, el seu pare va ser candidat a les Eleccions al Parlament del Regne Unit de febrer de 1974 per la circumscripció de West Belfast, rebent 5.662 vots (11,9%). Les germanes Price, Hugh Feeney i Gerry Kelly van ser traslladades a les presons d'Irlanda del Nord el 1975 com a resultat d'una treva de l'IRA. El 1980 Price va rebre la Royal prerogative of mercy i va ser alliberada per raons humanitàries el 1981, ja que patia anorèxia nerviosa originada segons algunes fonts pel trauma de la ingestió forçada d'aliments.

## Fora de la presó
En sortir de la presó, Dolours es va casar amb l'actor irlandès Stephen Rea, amb qui va tenir dos fills, i del que es va divorciar l'any 2003. Les germanes Price es van mantenir actives políticament. A finals de la dècada de 1990, van afirmar que havien estat amenaçades pels seus antics col·legues de l'IRA i el Sinn Féin per oposar-se públicament a l'Acord de Divendres Sant, és a dir, el cessament de la campanya militar de l'IRA. Price va col·laborar com a articulista a The Blanket, una revista en línia, editada per l'ex-membre de l'IRA Provisional Anthony McIntyre, fins que va deixar de publicar-se el 2008. A partir de 2010, segons The Irish News Price es va oferir per ajudar la Comissió Independent per a la Localització de les Restes de víctimes en la localització de tombes de tres homes, Joe Lynskey, Seamus Wright i Kevin McKee, presumptament assassinats per l'IRA, i els cossos dels quals no han estat trobats. A la vegada, Price afirmava que la seva activitat a l'IRA era coneguda pel seu oficial comandant (O.C.), Gerry Adams. Adams, que sempre ha negat ser membre de l'IRA, va negar l'acusació. A partir d'aleshores, Price fer diverses declaracions admetent haver participat en l'assassinat de Jean McConville, com a part d'una acció de l'IRA el 1972. Va afirmar que l'assassinat de McConville, una mare amb 10 fills, va ser ordenat per Adams quan era un dels caps de l'IRA al Belfast Oest. Adams va negar públicament les acusacions de Price, afirmant que la raó d'aquelles acusacions era la seva oposició als acords de pau de 1994, en els quals Adams havia estat una figura clau.
El 24 de gener de 2013 Price va ser trobada morta a la seva casa de Malahide, al comtat de Dublín, a causa d'un efecte tòxic de barrejar medicaments sedants i antidepressius. La investigació va concluir que havia estat una mort accidental, descartant el suïcidi. Va ser enterrada al cementiri de Milltown, al Belfast Oest.

## Cintes del Boston College
En el marc del Projecte Belfast del Boston College, que pretenia fer un registre històric oral del conflicte nord-irlandès per part dels seus protagonistes, el periodista Ed Moloney va entrevistar Dolours Price i el també històric membre de l'IRA Brendan Hughes entre 2001 i 2006, en què els dos van detallar les seves activitats a l'IRA. Les entrevistes van ser enregistrades amb la condició que el contingut no s'havia de publicar en vida dels entrevistats, però el maig de 2011, molt abans de la mort de Price, el Servei de Policia d'Irlanda del Nord (PSNI) va iniciar una batalla legal per requerir el material, a fi d'utilitzar-lo en les investigacions sobre la desaparició de persones a Irlanda del Nord durant la dècada de 1970. Un portaveu de la universitat va declarar que "la nostra posició és que la desclassificació prematura de les cintes podria posar en perill la seguretat dels participants, l'empresa de la història oral, i el procés de pau i reconciliació en curs a Irlanda del Nord". El juliol de 2011, els fiscals federals nord-americans van demanar a un jutge que demanés a la universitat que alliberés les cintes per complir amb les obligacions del tractat amb el Regne Unit. El 6 de juliol de 2012, el Tribunal d'Apel·lacions dels Estats Units per al Primer Circuit va acordar amb la posició del govern que la citació s'havia de mantenir. El 17 d'octubre de 2012, el Tribunal Suprem dels Estats Units va bloquejar temporalment l'entrega de les cintes de l'entrevista. El gener de 2013 Price va morir, i a l'abril de 2013, el Tribunal Suprem va rebutjar l'últim recurs per evitar que les entrevistes es lliuressin al PSNI. L'abril de 2014, Gerry Adams va ser detingut durant un interrogatori al que havia estat requerit pel PSNI, amb relació a la desaparició de Jean McConville, tot i que posteriorment va ser absolt del cas.

## Documental
L'any 2018 Dolours Price va ser la protagonista del documental I, Dolours, basat en llargues entrevistes amb Price el 2009 i en reconstruccions extenses de la seva vida com a militant de l'IRA.